# Xerox-Philadelphia Lasers
L'equip Xerox-Philadelphia Lasers va ser un equip ciclista estatunidenc que competí només la temporada 1985.

## Principals resultats

### A les grans voltes
- Volta a Espanya
  - 1 participacions (1985)

- Tour de França
  - 0 participacions

- Giro d'Itàlia
  - 0 participacions